# Emílie Kotková
Emílie Kotková (21. června 1920 – ???) byla česká a československá bezpartijní politička, poslankyně Sněmovny národů Federálního shromáždění a České národní rady za normalizace.

## Biografie
Po provedení federalizace Československa usedla do Sněmovny národů Federálního shromáždění. Mandát nabyla až dodatečně v březnu 1971. Do FS ji nominovala Česká národní rada, kde rovněž zasedala od této doby. Ve federálním parlamentu setrvala do konce funkčního období, tedy do voleb roku 1971. K roku 1971 se profesně uvádí jako zdravotní sestra ze Státního sanatoria v Praze.